# The Island (Pendulum)
The Island è un singolo del gruppo musicale australiano Pendulum, pubblicato il 19 settembre 2010 come terzo estratto dal terzo album in studio Immersion.

## Descrizione
All'interno dell'album, The Island è un brano originariamente diviso in due parti. La prima, intitolata Dawn, è un brano indie rock guidata da una spessa linea di sintetizzatori, mentre la seconda, intitolata Dusk, è caratterizzata da una maggiore influenza elettronica, con richiami alla musica di Ed Banger e dei Justice.

## Pubblicazione
Entrambe le parti del brano sono state pubblicate in un'unica traccia il 19 settembre 2010 per il download digitale, versione comprendente la versione radiofonica del brano e alcune versioni remixate. Per promuovere il brano, il gruppo ha lanciato nello stesso periodo un concorso nel quale è stato possibile remixare The Island. Il vincitore, annunciato dal frontman Rob Swire il 22 ottobre, si è rivelato essere l'allora sconosciuto disc jockey francese Madeon.
Il 24 novembre 2010 i Pendulum hanno annunciato la pubblicazione attraverso Beatport di un remix del brano realizzato da Steve Angello, AN21 e da Max Vangeli.

## Video musicale
Per la prima parte del brano è stato realizzato un videoclip, pubblicato il 2 settembre 2010 attraverso il canale YouTube del gruppo.

## Tracce
Testi e musiche di Rob Swire.
CD promozionale (Regno Unito)
1. The Island – 5:01
2. The Island (Radio Edit) – 3:41
3. The Island (Tiësto Remix) – 6:48
4. The Island (Lenzman Remix) – 4:59
5. The Island, Pt. II Dusk (DJ Edit) – 4:57

CD singolo (Regno Unito)
1. The Island – 9:31
2. The Island (Radio Edit) – 3:40
3. The Island (Tiësto Remix) – 6:47
4. The Island (Lenzman Remix) – 5:00

Download digitale
1. The Island – 9:29
2. The Island (Radio Edit) – 3:39
3. The Island (Tiësto Remix) – 6:45
4. The Island (Lenzman Remix) – 4:57
5. The Island, Pt. II (Dusk) (DJ Edit) – 4:57
6. The Island (Video) – 3:40

12" – parte 1 (Regno Unito)
- Lato A

1. The Island – 9:31

- Lato B

1. The Island Pt. II Dusk (DJ Edit) – 4:57

12" – parte 2 (Regno Unito)
- Lato A

1. The Island (Tiësto Remix) – 6:47

- Lato B

1. The Island (Lenzman Remix) – 5:00

Download digitale – remix
1. The Island (Steve Angello, AN21, Max Vangeli Remix) – 6:40

## Formazione
- Rob Swire – voce, sintetizzatore, programmazione, produzione
- Gareth McGrillen – sintetizzatore, programmazione, produzione
- Kevin "KJ" Sawka – percussioni

## Classifiche
| Classifica (2010)      | Posizione massima |
| ---------------------- | ----------------- |
| Regno Unito            | 41                |
| Regno Unito (download) | 50                |
| Regno Unito (physical) | 22                |
| Regno Unito            | 38                |